# Wattignies-la-Victoire
Ne doit pas être confondu avec Wattignies ou Watigny.
Wattignies-la-Victoire est une commune française située dans le département du Nord, en région Hauts-de-France.

## Géographie

### Communes limitrophes
| Beaufort            |                        | Damousies |
|                     | Wattignies-la-Victoire |           |
| Floursies, Beugnies |                        | Dimont    |

### Hydrographie

#### Réseau hydrographique
La commune est située dans le bassin Artois-Picardie. Elle est drainée par le ruisseau de Stordoir, le ruisseau de Glarge, le ruisseau de la Fontaine, le ruisseau des Viviers, le ruisseau du Plat de jean et un autre petit cours d'eau,.

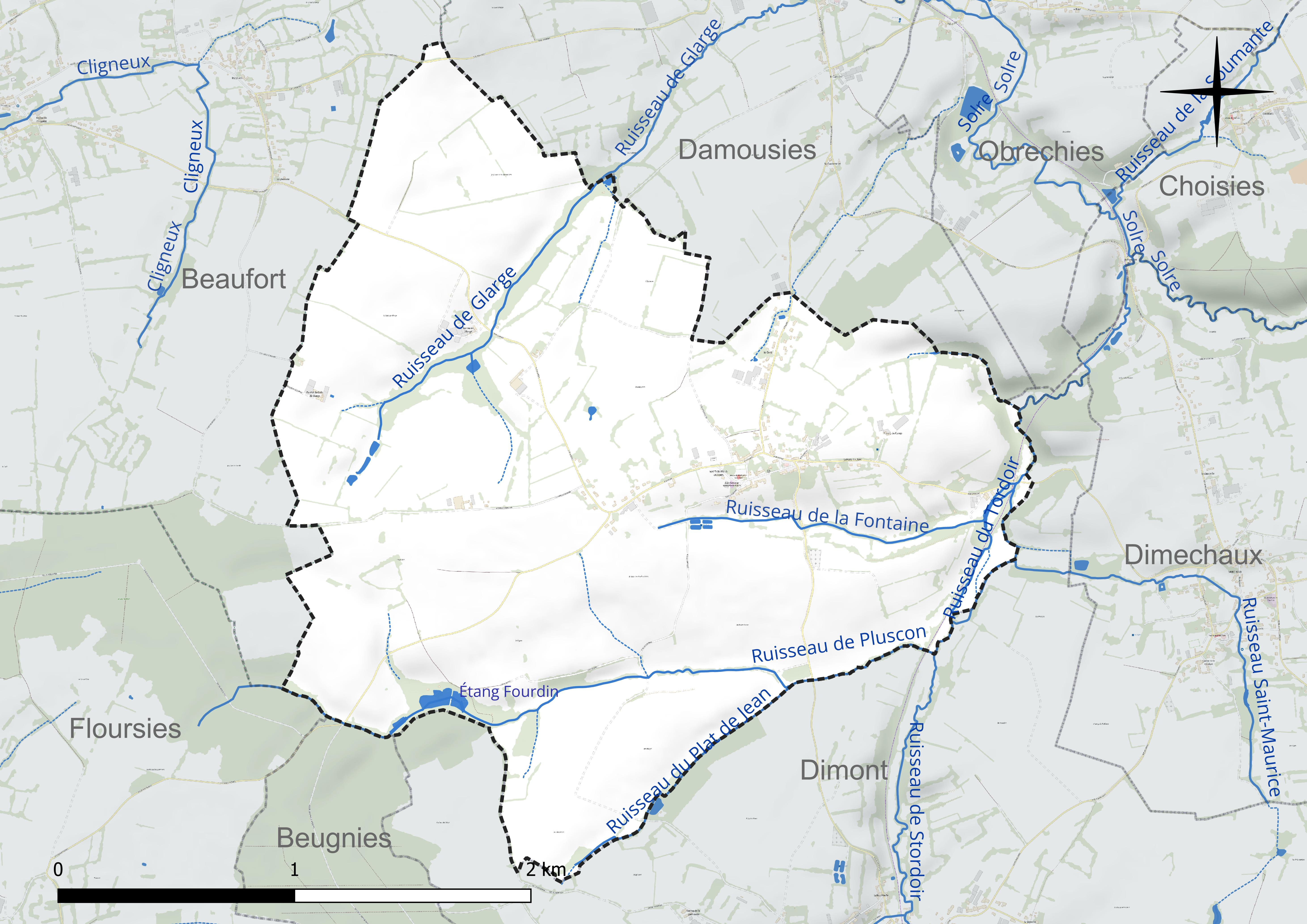
Réseau hydrographique de Wattignies-la-Victoire.

Un plan d'eau complète le réseau hydrographique : l'étang Fourdin (0,4 ha),.

#### Gestion et qualité des eaux
Le territoire communal est couvert par le schéma d'aménagement et de gestion des eaux (SAGE) « Sambre ». Ce document de planification concerne un territoire de 1 253 km2 de superficie, délimité par le bassin versant de la Sambre. Le périmètre a été arrêté le 1er novembre 2003 et le SAGE proprement dit a été approuvé le 21 septembre 2012, puis modifié le 18 août 2022. La structure porteuse de l'élaboration et de la mise en œuvre est le syndicat mixte du Parc naturel régional de l'Avesnois. 
La qualité des cours d'eau peut être consultée sur un site dédié géré par les agences de l'eau et l'Agence française pour la biodiversité. 

### Climat
Pour des articles plus généraux, voir Climat des Hauts-de-France et Climat du Nord.
En 2010, le climat de la commune est de type climat des marges montargnardes, selon une étude du CNRS s'appuyant sur une série de données couvrant la période 1971-2000. En 2020, Météo-France publie une typologie des climats de la France métropolitaine dans laquelle la commune est exposée à un climat océanique altéré et est dans la région climatique  Nord-est du bassin Parisien, caractérisée par un ensoleillement médiocre, une pluviométrie moyenne régulièrement répartie au cours de l'année et un hiver froid (3 °C). 
Pour la période 1971-2000, la température annuelle moyenne est de 9,7 °C, avec une amplitude thermique annuelle de 15,3 °C. Le cumul annuel moyen de précipitations est de 916 mm, avec 12,9 jours de précipitations en janvier et 9,8 jours en juillet. Pour la période 1991-2020, la température moyenne annuelle observée sur la station météorologique la plus proche, située sur la commune de Saint-Hilaire-sur-Helpe à 11 km à vol d'oiseau, est de 10,5 °C et le cumul annuel moyen de précipitations est de 802,4 mm,. Pour l'avenir, les paramètres climatiques de la commune estimés pour 2050 selon différents scénarios d'émission de gaz à effet de serre sont consultables sur un site dédié publié par Météo-France en novembre 2022.

## Urbanisme

### Typologie
Au 1er janvier 2024, Wattignies-la-Victoire est catégorisée commune rurale à habitat dispersé, selon la nouvelle grille communale de densité à sept niveaux définie par l'Insee en 2022.
Elle est située hors unité urbaine. Par ailleurs la commune fait partie de l'aire d'attraction de Maubeuge (partie française), dont elle est une commune de la couronne,. Cette aire, qui regroupe 65 communes, est catégorisée dans les aires de 50 000 à moins de 200 000 habitants,.

### Occupation des sols
L'occupation des sols de la commune, telle qu'elle ressort de la base de données européenne d'occupation biophysique des sols Corine Land Cover (CLC), est marquée par l'importance des territoires agricoles (93,1 % en 2018), une proportion identique à celle de 1990 (93,1 %). La répartition détaillée en 2018 est la suivante : 
terres arables (54 %), prairies (35,5 %), zones urbanisées (4 %), zones agricoles hétérogènes (3,5 %), forêts (3 %). L'évolution de l'occupation des sols de la commune et de ses infrastructures peut être observée sur les différentes représentations cartographiques du territoire : la carte de Cassini (XVIIIe siècle), la carte d'état-major (1820-1866) et les cartes ou photos aériennes de l'IGN pour la période actuelle (1950 à aujourd'hui).

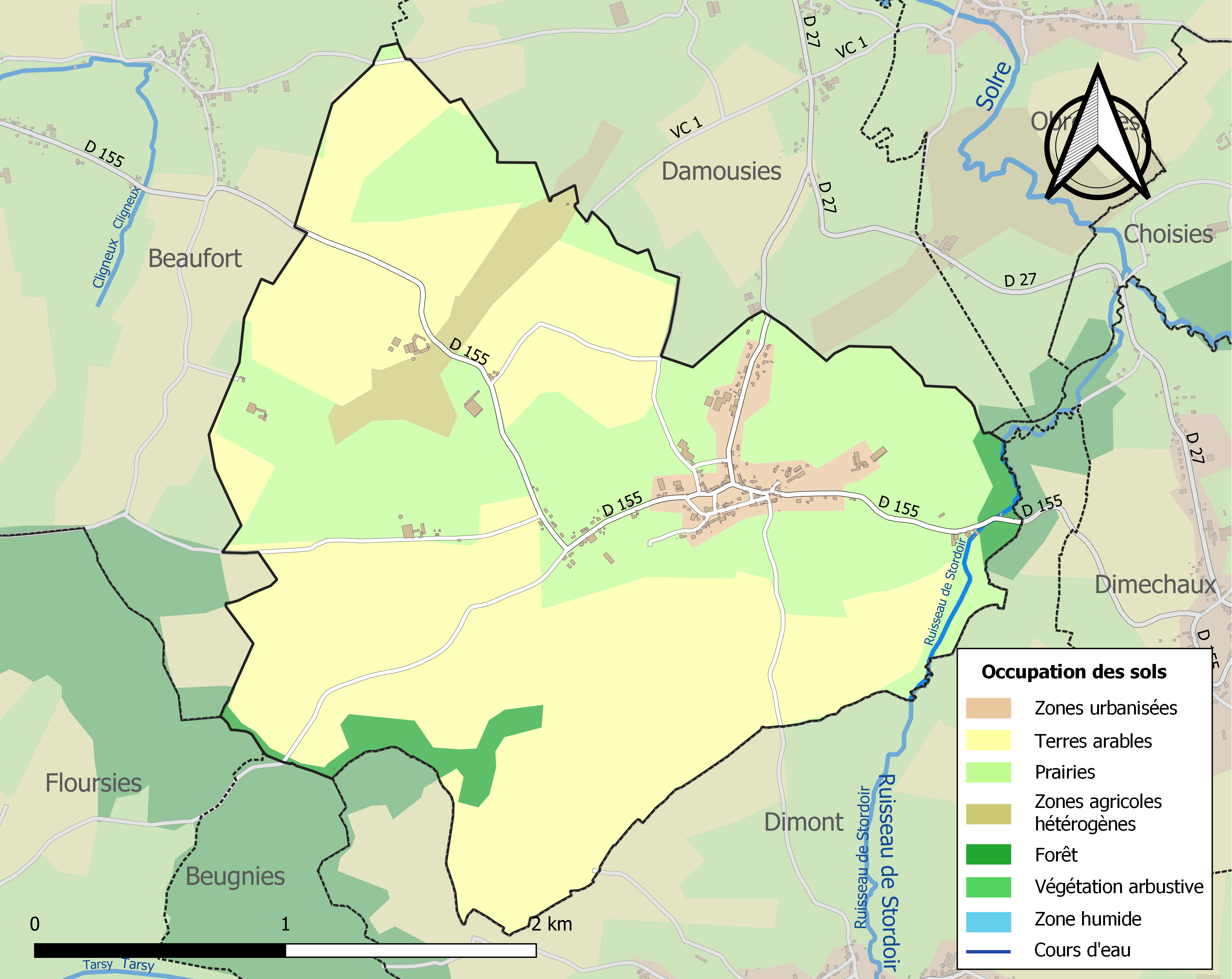
Carte des infrastructures et de l'occupation des sols de la commune en 2018 (CLC).

## Histoire
Son nom fait référence à la bataille de Wattignies (15 et 16 octobre 1793) où Jourdan assisté de Carnot  repoussa les Autrichiens du prince Frédéric de Saxe-Cobourg.
Cette bataille fut la première démonstration de l'efficacité du canon de Gribeauval pour la période des guerres de la Révolution française qui sera suivie des Guerres napoléoniennes. Cette victoire fut une surprise considérable à Paris. Le principal artisan de cette victoire fut le jeune général Florent Duquesnoy ; seul officier d'expérience sur place, le général Jourdan n'ayant pas d'expérience de commandement à l'époque. Jourdan était un ancien soldat de la guerre d'Amérique (1780) sous Rochambeau. De retour en France en 1782, il fut démobilisé et revint exercer son métier de négociant en articles de ferblanterie. Il retourna à Paris avec la Révolution et obtint le grade de général par ses relations en 1792.
De son côté, Duquesnoy était un ancien sous-officier de la gendarmerie royale, basé à Nancy. Il fut signalé à l'attention de Carnot à la bataille de Hondschoote (près de Dunkerque) en juin 1793, où, comme capitaine à cheval, il semait la terreur chez les Anglais en passant avec ses hommes derrière les lignes anglaises. En août 1793, il fut nommé général par Carnot malgré les critiques de son propre frère Ernest Duquesnoy, conventionnel à Paris, qui le considérait comme un incapable.
Duquesnoy réalisa le travail d'approche du village de Wattignies en faisant défiler ses hommes en parallèle de la place retranchée des Autrichiens, mais juste hors de portée des canons ennemis.
Ensuite, il prit le camp autrichien par surprise, tôt dans la matinée du 16 octobre, lançant ses hommes à l'assaut du côté le plus inaccessible de Wattignies, en faisant pousser à bras d'homme les canons de Gribeauval. Le général autrichien Clayrfayt avait déclaré qu'il était prêt à se faire « sans culotte » si les Français lui prenaient sa position de Wattignies. À moins de 100 mètres des lignes autrichiennes, dans le brouillard d'octobre, les hommes de Duquesnoy faisaient feu puis recommençaient leur ascension. Vers 11 heures la place était prise et cette fois, les canons français, plus les canons autrichiens étaient tournés vers l'ouest, c'est-à-dire dans le dos des positions de Clayrfayt. Celui-ci n'eut d'autre ressource que d'ordonner le repli général vers le nord pour se réfugier derrière la Sambre, dégageant ainsi la ville de Maubeuge. Cette bataille était considérée par Napoléon comme la seule vraie bataille de la révolution, la bataille de Valmy étant sujette à caution.
Remarque 
Duquesnoy se signala par la suite au début de 1794 en refusant de faire marcher ses hommes contre les civils qui fuyaient les républicains autour de Nantes. Il s'opposa au général Turreau, inventeur des colonnes infernales, au point d'être dénoncé comme traître à la patrie en mars 1794. Duquesnoy parvint à ses fins, se piquant de respecter les instructions de Turreau en demandant des ordres écrits, et laissant le temps aux civils vendéens de s'enfuir.
1914-1918 : les Allemands arrivent dans le village de Wattignies-la-Victoire le mercredi 26 août 1914. Le village se trouvera en zone occupée jusqu'au début de novembre 1918.

## Politique et administration

### Liste des maires
| Période                                  | Période  | Identité      | Étiquette | Qualité |
| ---------------------------------------- | -------- | ------------- | --------- | ------- |
| Les données manquantes sont à compléter. |          |               |           |         |
| 1802                                     | 1807     | Nic. Hubinet. |           |         |
|                                          |          |               |           |         |
| mars 2001                                | En cours | Jean Lévêque  | SE        |         |

## Population et société

### Démographie

#### Évolution démographique
L'évolution du nombre d'habitants est connue à travers les recensements de la population effectués dans la commune depuis 1793. Pour les communes de moins de 10 000 habitants, une enquête de recensement portant sur toute la population est réalisée tous les cinq ans, les populations de référence des années intermédiaires étant quant à elles estimées par interpolation ou extrapolation. Pour la commune, le premier recensement exhaustif entrant dans le cadre du nouveau dispositif a été réalisé en 2005.

En 2022, la commune comptait 240 habitants, en évolution de −1,64 % par rapport à 2016 (Nord : +0,51 %, France hors Mayotte : +2,11 %).
| 1793 | 1800 | 1806 | 1821 | 1831 | 1836 | 1841 | 1846 | 1851 |
| ---- | ---- | ---- | ---- | ---- | ---- | ---- | ---- | ---- |
| 146  | 132  | 152  | 198  | 227  | 230  | 240  | 211  | 228  |

| 1856 | 1861 | 1866 | 1872 | 1876 | 1881 | 1886 | 1891 | 1896 |
| ---- | ---- | ---- | ---- | ---- | ---- | ---- | ---- | ---- |
| 241  | 244  | 233  | 207  | 218  | 239  | 239  | 232  | 206  |

| 1901 | 1906 | 1911 | 1921 | 1926 | 1931 | 1936 | 1946 | 1954 |
| ---- | ---- | ---- | ---- | ---- | ---- | ---- | ---- | ---- |
| 188  | 196  | 168  | 181  | 194  | 191  | 188  | 200  | 211  |

| 1962 | 1968 | 1975 | 1982 | 1990 | 1999 | 2005 | 2006 | 2010 |
| ---- | ---- | ---- | ---- | ---- | ---- | ---- | ---- | ---- |
| 209  | 238  | 216  | 239  | 224  | 233  | 260  | 261  | 258  |

| 2015 | 2020 | 2022 | - | - | - | - | - | - |
| ---- | ---- | ---- | - | - | - | - | - | - |
| 241  | 239  | 240  | - | - | - | - | - | - |

#### Pyramide des âges
La population de la commune est relativement jeune.
En 2018, le taux de personnes d'un âge inférieur à 30 ans s'élève à 36,4 %, soit en dessous de la moyenne départementale (39,5 %). À l'inverse, le taux de personnes d'âge supérieur à 60 ans est de 22,2 % la même année, alors qu'il est de 22,5 % au niveau départemental.
En 2018, la commune comptait 119 hommes pour 123 femmes, soit un taux de 50,83 % de femmes, légèrement inférieur au taux départemental (51,77 %).
Les pyramides des âges de la commune et du département s'établissent comme suit.
| Hommes | Classe d’âge | Femmes |
| ------ | ------------ | ------ |
| 0,8    | 90 ou +      | 0,8    |
| 1,7    | 75-89 ans    | 1,7    |
| 22,0   | 60-74 ans    | 17,4   |
| 26,3   | 45-59 ans    | 23,1   |
| 16,1   | 30-44 ans    | 17,4   |
| 11,0   | 15-29 ans    | 15,7   |
| 22,0   | 0-14 ans     | 24,0   |

| Hommes | Classe d’âge | Femmes |
| ------ | ------------ | ------ |
| 0,5    | 90 ou +      | 1,4    |
| 5,3    | 75-89 ans    | 8,1    |
| 14,8   | 60-74 ans    | 16,2   |
| 19,1   | 45-59 ans    | 18,4   |
| 19,5   | 30-44 ans    | 18,7   |
| 20,7   | 15-29 ans    | 19,1   |
| 20,2   | 0-14 ans     | 18     |

## Culture locale et patrimoine

### Lieux et monuments
- Monument de la bataille de Wattignies,
- Monument aux morts des deux guerres,
- Monument des Anglais,
- Église Sainte-Hiltrude,
- Musée de la bataille (dans la mairie).

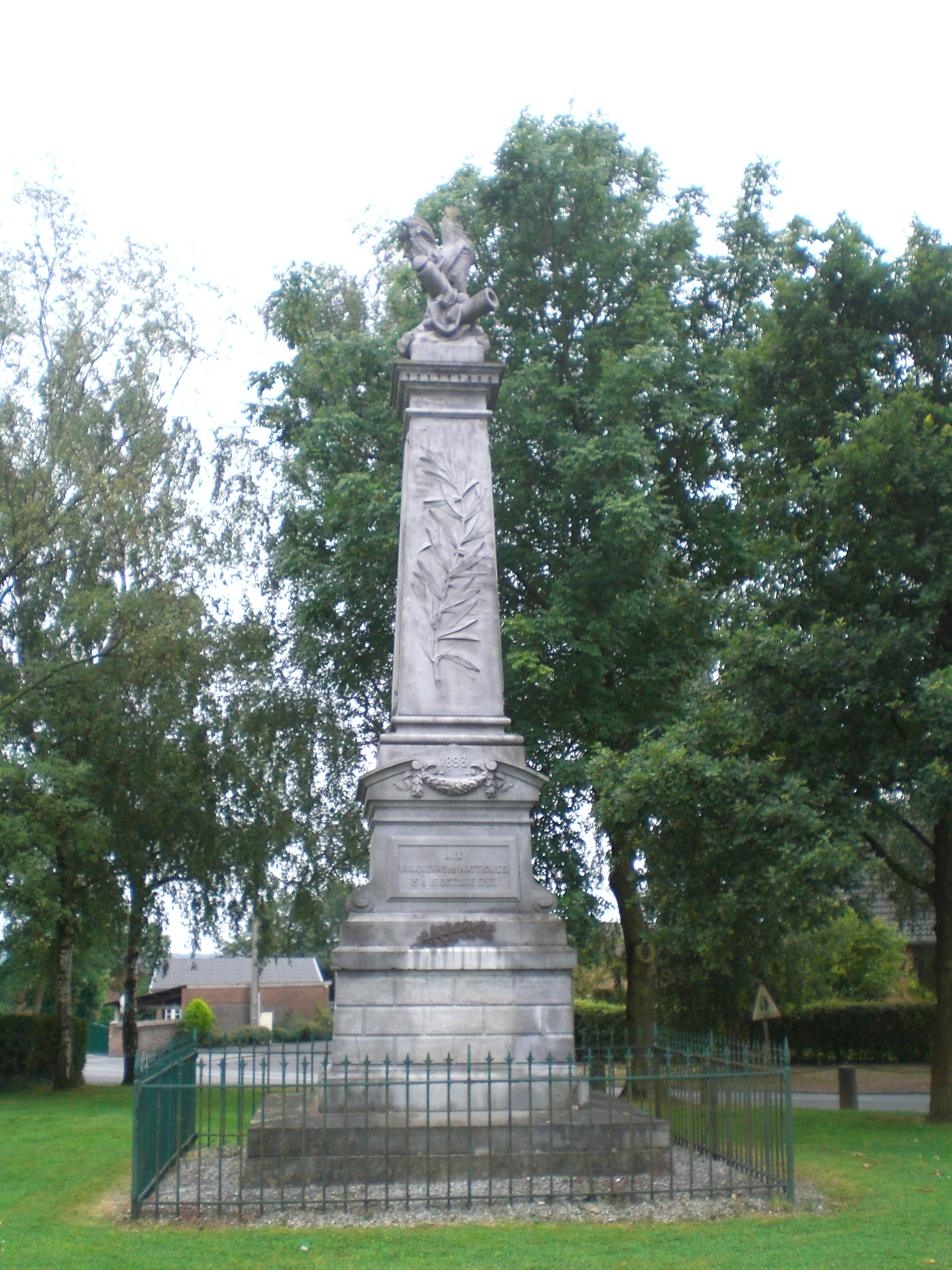
Monuments aux morts de la bataille de Watignies.
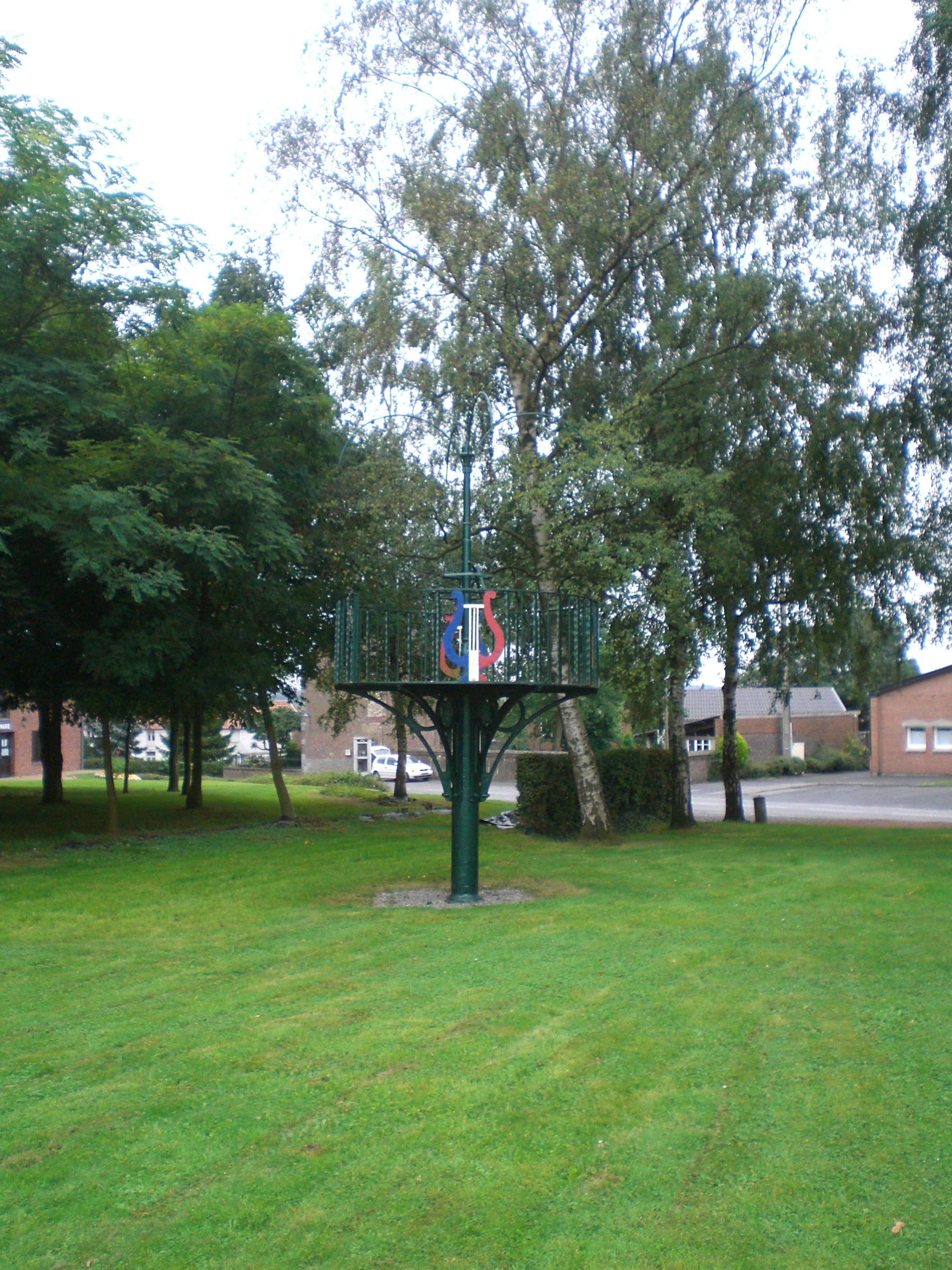
Kiosque à musique.
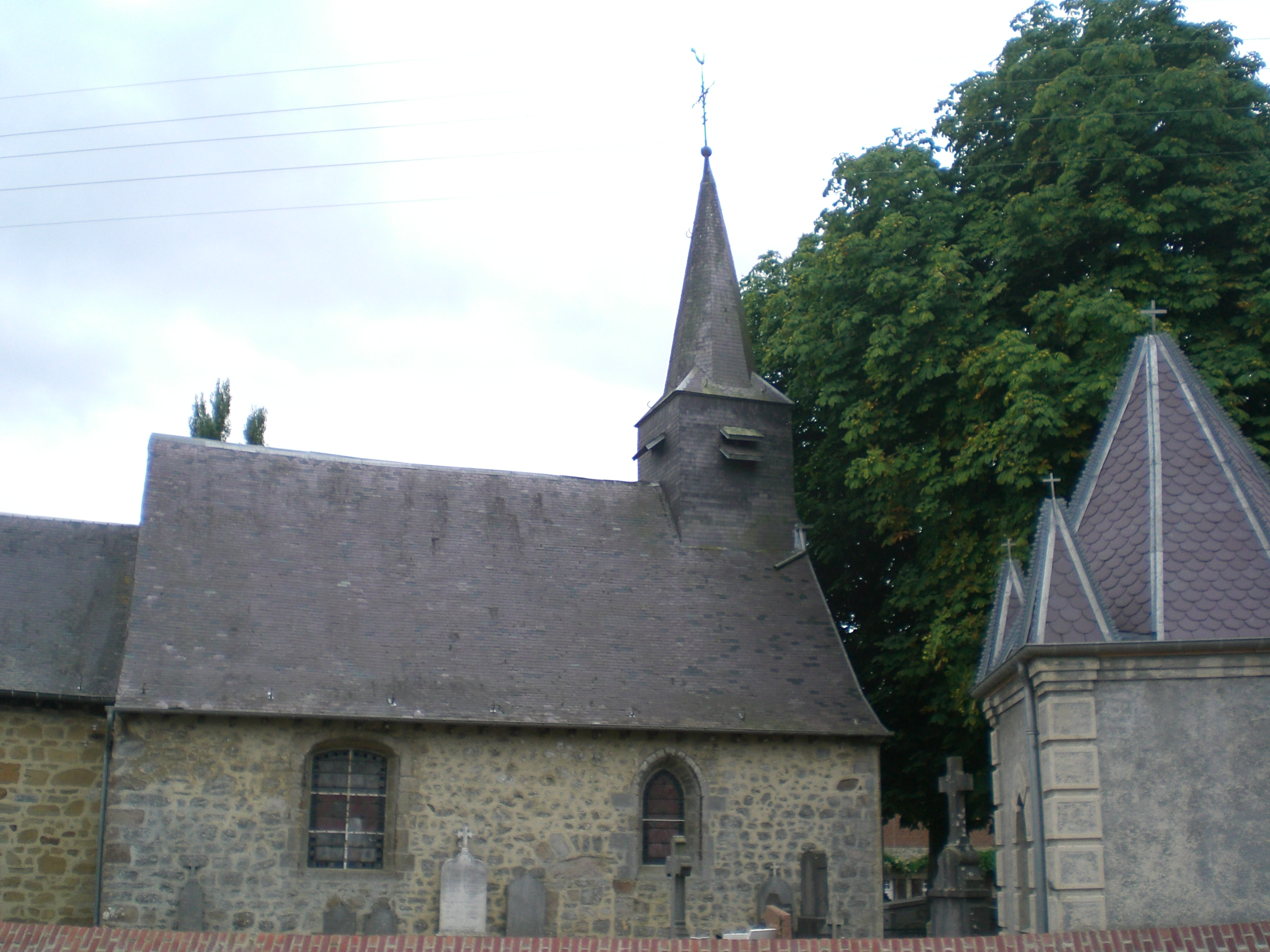
Église Sainte-Hiltrude.
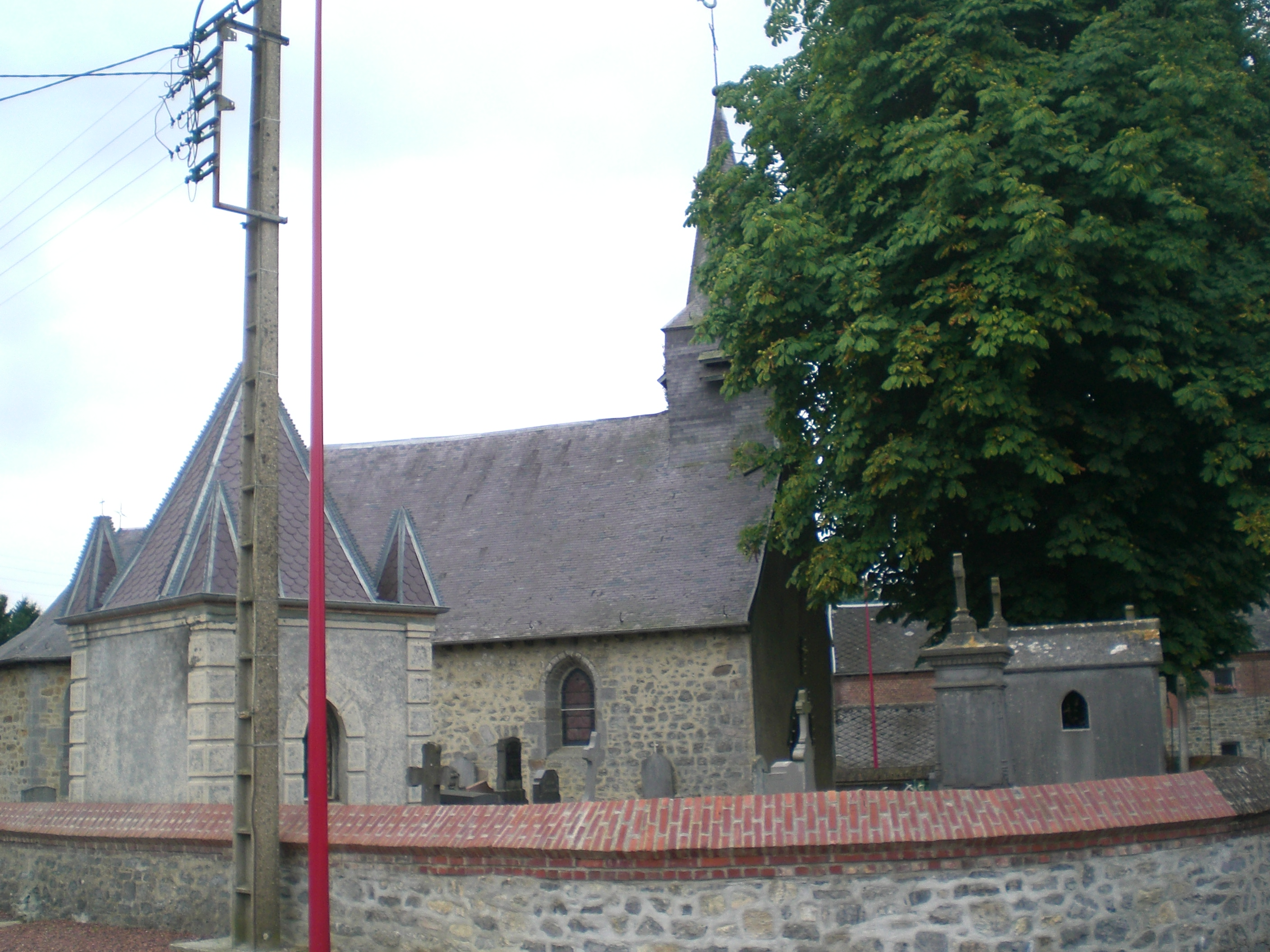
Église Sainte-Hiltrude.

### Personnalités liées à la commune
Philippe Palmiotti pour ses recherches historiques sur la bataille de Wattignies

### Héraldique
| Blason de Wattignies-la-Victoire | Blason  | De gueules à la bande de vair. |
| Blason de Wattignies-la-Victoire | Détails |                                |